# Marcel Couchaux
Marcel Couchaux (* 23. November 1877 in Rouen; † 9. April 1939 ebenda) war ein französischer Maler der École de Rouen.

## Leben und Werk

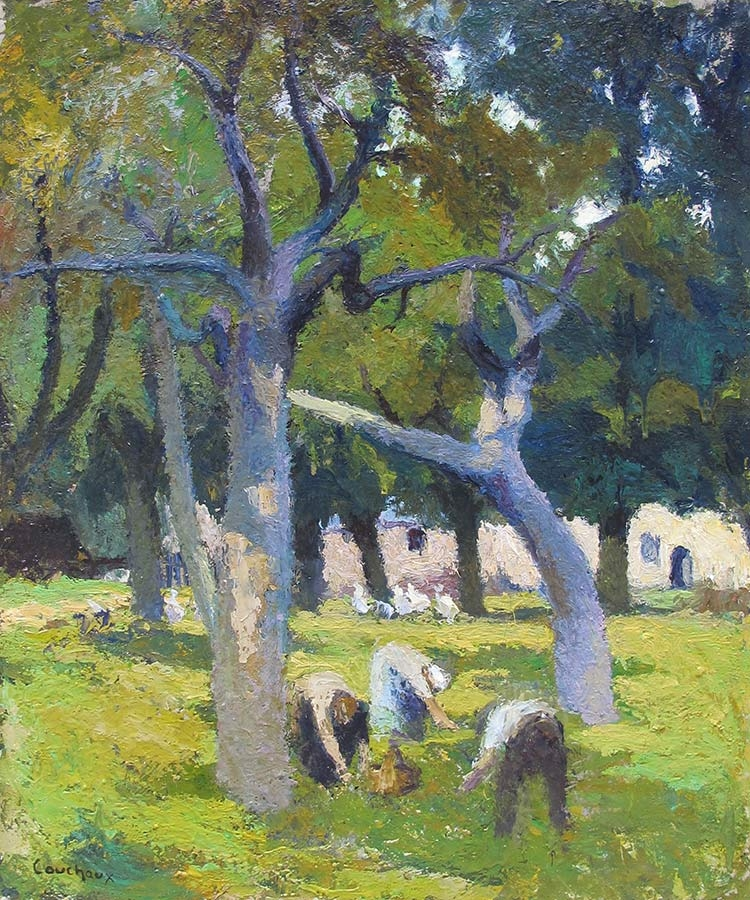
Marcel Couchaux: Ramassage des pommes (Apfelernte)

Marcel Couchaux wurde am 23. November 1877 geboren. Seine Eltern waren Charles Couchaux, ein kaufmännischer Angestellter, und Eugénie Leroy. Nach seiner Schulzeit besuchte er die École des Beaux-Arts in Rouen, wo er unter anderem von Edmond Lebel unterrichtet wurde. Marcel Couchaux und sein Freund Maurice Louvrier empfanden die Lehrmethoden jedoch als zu streng. Statt an der Kolonial- und Nationalausstellung in Rouen teilzunehmen, trat Couchaux im April 1896 in die Académie Libre von Joseph Delattre ein. Dort malte er zusammen mit Narcisse Hénocque, Léon Suzanne und Maurice Louvrier oft in der Natur.
Marcel Couchaux war Mitglied der von Delattre sogenannten „École de Blainville-Crevon“, einer Künstlergruppe, der auch Charles Louis Muller, Pierre Dumont und der Dichter Francis Yard angehörten. Nach der Auflösung dieser Gruppe zog Couchaux nach Sommery, heiratete Antoinette Dallongeville und übernahm das Geschäft seiner Eltern. Im Oktober 1905 fand seine erste Ausstellung in Rouen statt, die gut aufgenommen wurde. Marcel Couchaux konzentrierte sich auf ländliche und bäuerliche Motive und blieb diesem Thema treu. 1907 nahm er an der ersten Ausstellung der Société des Artistes Rouennais teil, wo er unter anderem ein Porträt von Joseph Delattre zeigte.
Während des Ersten Weltkriegs war Couchaux als Sanitäter tätig und konnte kaum malen. Nach dem Krieg nahm er seine Malerei wieder auf und stellte regelmäßig aus. Er hatte Erfolge bei der Société des Artistes Rouennais und seine Werke werden von Sammlern wie François Depeaux erworben. 1930 stellte Couchaux mit großem Erfolg in der Galerie Barreiro in Paris aus. Der Staat erwarb eines seiner Werke für den Louvre. Nach dem Tod seiner Frau 1930 zog er sich zurück, stellte aber weiterhin regelmäßig aus und erhielt positive Kritiken. 1934 heiratete er Juliette Folie und reiste 1935 nach Algerien, wo er sich drei Monate aufhielt.